# 킹스 오브 컨비니언스
킹스 오브 컨비니언스(Kings of Convenience)는 노르웨이의 남성 듀오이다.